# Forino
Forino ist eine italienische Gemeinde mit 5219 Einwohnern (Stand 31. Dezember 2023) in der Provinz Avellino in der Region Kampanien. Der Ort ist Teil der Comunità Montana Irno – Solofrana.

## Geografie
Die Nachbargemeinden sind Bracigliano (SA), Contrada, Monteforte Irpino, Montoro, Moschiano und Quindici. Die Ortsteile lauten Castello, Celzi und Petruro.